# Liste der Baudenkmäler in Woringen

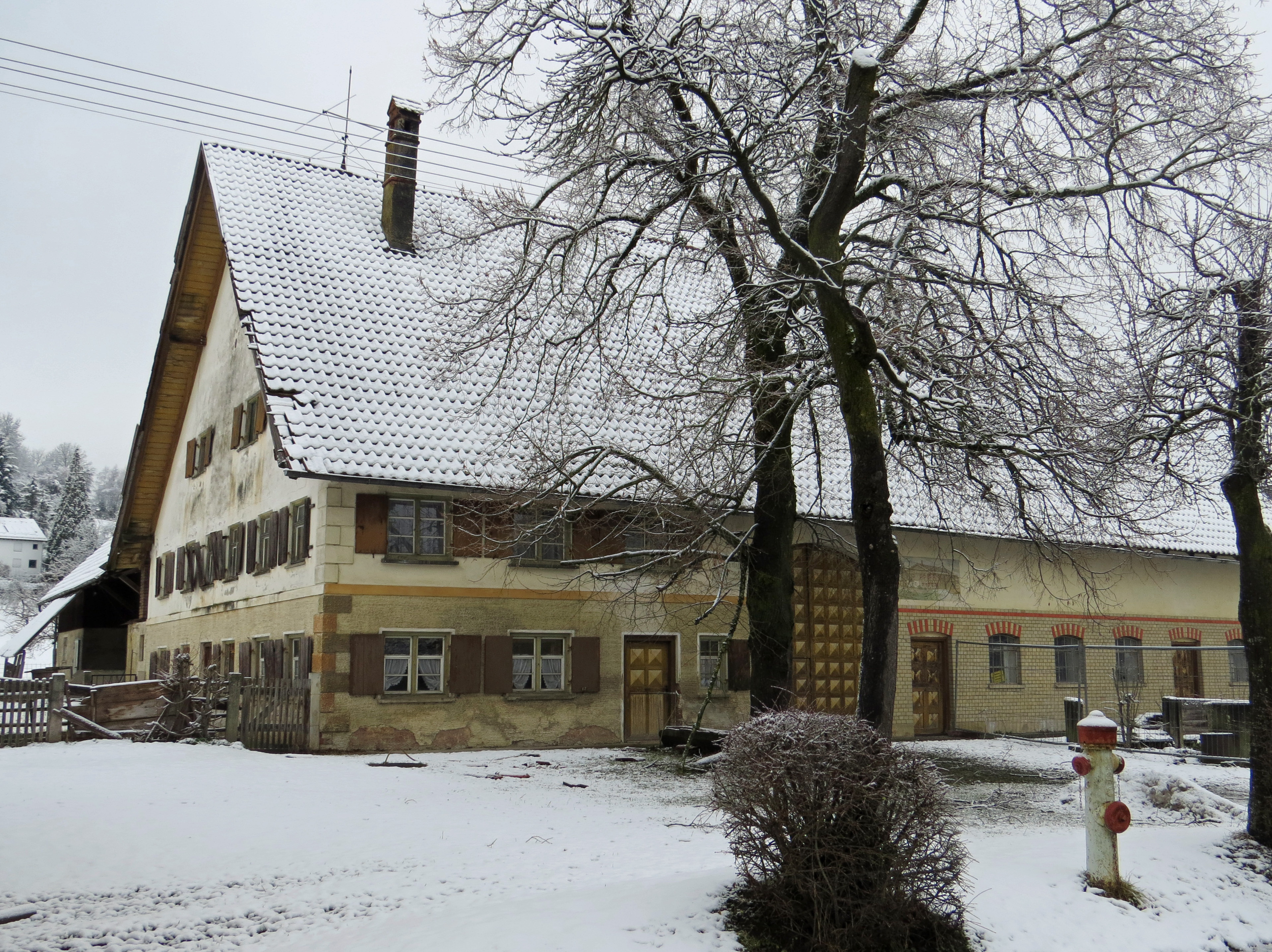
Ortstypisches Bauernhaus in Woringen

Auf dieser Seite sind die Baudenkmäler in der schwäbischen Gemeinde Woringen zusammengestellt. Diese Tabelle ist eine Teilliste der Liste der Baudenkmäler in Bayern. Grundlage ist die Bayerische Denkmalliste, die auf Basis des Bayerischen Denkmalschutzgesetzes vom 1. Oktober 1973 erstmals erstellt wurde und seither durch das Bayerische Landesamt für Denkmalpflege geführt wird. Die folgenden Angaben ersetzen nicht die rechtsverbindliche Auskunft der Denkmalschutzbehörde.

## Baudenkmäler nach Ortsteilen

### Woringen
| Lage                           | Objekt                                        | Beschreibung | Akten-Nr.     | Bild                   |
| ------------------------------ | --------------------------------------------- | --- | ------------- | ---------------------- |
| Brunnenstraße 6 (Standort)     | Kleinhaus                                     | Zweigeschossiger, traufständiger Satteldachbau mit Fachwerkobergeschoss und verschaltem Giebel, 17./18. Jahrhundert | D-7-78-219-2  | Kleinhaus              |
| Kirchstraße 3 (Standort)       | Evang.-Luth. Pfarrhaus                        | zweigeschossiger, giebelständiger Satteldachbau, rückwärtiger Teil mit Frackdach, 17./18. Jahrhundert Gartentor, wohl gleichzeitig | D-7-78-219-5  | Evang.-Luth. Pfarrhaus |
| Kirchstraße 3 (Standort)       | Evangelisch-Lutherische Pfarrkirche St. Maria | Saalbau mit eingezogenem Chor und nördlichem Turm mit Spitzhelm, an nördlicher Langhauswand Allerheiligenkapelle angebaut, unverputzter Nagelfluhbau, Turm 14. Jahrhundert, Langhaus und Chor wohl 15. Jahrhundert, Allerheiligenkapelle nach 1477, Umgestaltung 1853/57; mit Ausstattung Friedhofsmauer, Nagelfluhquader | D-7-78-219-1  | weitere Bilder         |
| Kirchstraße 12, 14 (Standort)  | Bauernhaus                                    | Zweigeschossiges Doppelhaus mit flachem Satteldach über Kniestock, nach Westen um eine Achse erweitert, 1710 | D-7-78-219-6  | BW                     |
| Memminger Straße (Standort)    | Sühnekreuz                                    | Nagelfluh, wohl spätmittelalterlich | D-7-78-219-12 | Sühnekreuz             |
| Memminger Straße 3 (Standort)  | Bauernhaus                                    | Zweigeschossiger Mittertennbau mit Satteldach, Wirtschaftsteil erneuert, 1857 | D-7-78-219-7  | Bauernhaus             |
| Memminger Straße 30 (Standort) | Bauernhaus                                    | Zweigeschossiger, giebelständiger Mittertennbau mit flachem Satteldach, 17./18. Jahrhundert | D-7-78-219-9  | Bauernhaus             |
| Memminger Straße 41 (Standort) | Ehemaliger katholischer Pfarrhof              | zweigeschossiger Walmdachbau mit Zwerchhaus und Krangaube, 1775 | D-7-78-219-10 | BW                     |
| Memminger Straße 45 (Standort) | Zehentstadel                                  | Unter dem Kemptener Fürstabt Reichlin von Meldegg errichtet, zweigeschossiger Satteldachbau mit hohem Zwerchgiebel und ehemals zwei Einfahrten, zweites Viertel 18. Jahrhundert | D-7-78-219-11 | Zehentstadel           |
| Schlößleweg 9 (Standort)       | Ehemalige Untere Burg, sogenanntes Vogelhaus  | Zweigeschossiger Walmdachbau, wohl 17. Jahrhundert; auf dem Hügel einer Wasserburg des 14. Jahrhunderts errichtet | D-7-78-219-13 | weitere Bilder         |

## Ehemalige Baudenkmäler
In diesem Abschnitt sind Objekte aufgeführt, die früher einmal in der Denkmalliste eingetragen waren, jetzt aber nicht mehr. Objekte, die in anderem Zusammenhang also z. B. als Teil eines Baudenkmals weiter eingetragen sind, sollen hier nicht aufgeführt werden. Aktennummern in diesem Abschnitt sind ehemalige, jetzt nicht mehr gültige Aktennummern.

| Lage                                                        | Objekt              | Beschreibung | Akten-Nr.    | Bild                |
| ----------------------------------------------------------- | ------------------- | --- | ------------ | ------------------- |
| Woringen Friedhofweg (Standort)                             | Friedhof            | Mit drei Grabsteinen von 1675 für Ursula, Madlena und Barbara Unold | D-7-78-219-4 | weitere Bilder      |
| Woringen Memminger Straße 10, Memminger Straße 8 (Standort) | Ehemaliges Gasthaus | Zweigeschossiger, giebelständiger Satteldachbau, am Ostgiebel Fachwerk, 17./18. Jahrhundert Wirtschaftsgebäude, zweigeschossiger Walmdachbau, wohl Anfang 19. Jahrhundert | D-7-78-219-8 | Ehemaliges Gasthaus |

## Abgegangene Baudenkmäler
In diesem Abschnitt sind Objekte aufgeführt, die früher einmal in der Denkmalliste eingetragen waren, jetzt aber nicht mehr existieren, z. B. weil sie abgebrochen wurden. Aktennummern in diesem Abschnitt sind ehemalige, jetzt nicht mehr gültige Aktennummern.

| Lage                               | Objekt | Beschreibung | Akten-Nr.     | Bild |
| ---------------------------------- | ------ | --- | ------------- | ---- |
| Untersteinbühl Wälder 3 (Standort) | Stadel | Eingeschossiger, verschalter Ständerbau mit Satteldach und Kornkasten in Blockbau, bezeichnet mit „1681“; zur Einöde gehörig | D-7-78-219-14 | BW   |